# Schizopera issykkulica
Schizopera issykkulica is een eenoogkreeftjessoort uit de familie van de Miraciidae. De wetenschappelijke naam van de soort is voor het eerst geldig gepubliceerd in 1966 door Mauyilova.